# تصلیب

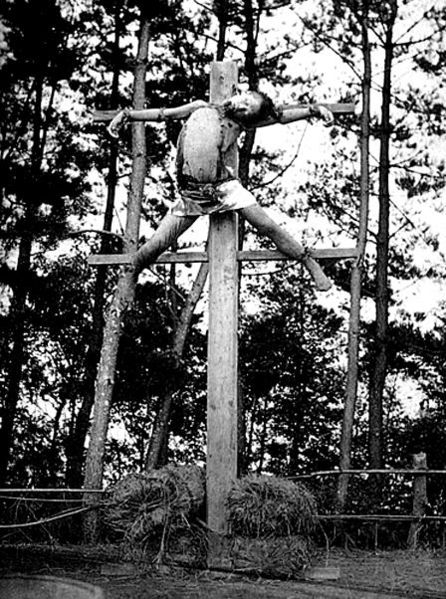
چهارمیخ کردن در اوایل دورهٔ مَیجی در یوکوهاما، ژاپن.

چارمیخ یا تصلیب یا به صلیب‌کشیدن یا صَلب (به انگلیسی: Crucifixion) یکی از شیوه‌های شکنجه و اعدام است. مصلوب‌کردن در امپراتوری روم روشی مرسوم برای مجازات و تحقیر و نمایش بی‌رحمی محکومان بود. کنستانتین، امپراتور مسیحی روم، مصلوب‌کردن را در سده چهار پس از میلاد ممنوع اعلام کرد. هرچند در طول سده‌های متعدد از این شیوه مجازات به عنوان روشی برای اعدام استفاده شده‌است.
معمولاً از فرد قربانی با عنوان «مصلوب‌شده» یاد می‌شود. عیسی مسیح، پطرس و اسپارتاکوس از جمله افراد سرشناسی هستند که در تاریخ چارمیخ شده‌اند.
در عهد باستان، به صلیب کشیدن، بدترین و سنگدلانه‌ترین روش اعدام بود. پس از آن سوزاندن و سر بریدن بودند. امروز تصلیب برای مسیحیان، نمادی از ایثار برای عشق است.

## تاریخچه

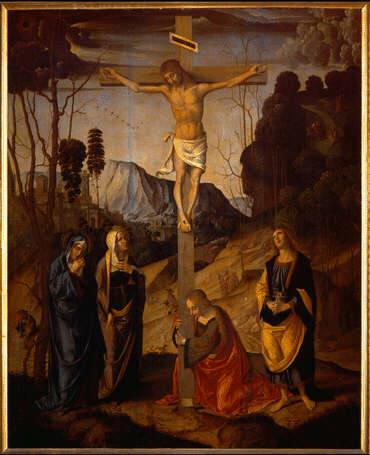
تصلیب مسیح

ریشه واژه صلیب دقیقاً معلوم نیست و احتمالاً منشأ فنیقی دارد. به هرحال مجازات مصلوب کردن در میان آشوری‌ها، بابلی‌ها، آریایی‌ها، یونانیان و کارتاژها شناخته شده بود. قدیمی‌ترین آثار هنری که از صلیب یادگار مانده، یک نقش برجسته بر در کلیسای سنت سابینا و یک جعبه کوچک از عاج با نقوشی با مضمون رنج مسیح است که در موزه لندن نگهداری می‌شود. مصلوب کردن در سراسر ناحیه مدیترانه به عنوان وسیله اعدام کاملاً شناخته شده بود. شاید دلیل آن این واقعیت بود که مصلوب کردن روش بسیار تحقیرآمیز اعدام محسوب می‌شد و بیشتر برای اعدام بردگان، راهزنان و گلادیاتورهای بی‌نام و نشان و مجرمانی به کار گرفته می‌شد که شهروند رُم نبودند. سیسرون نویسنده و خطیب رومی می‌نویسد: «در شأن یک رومی نیست که در مراسم به صلیب کشیدن شرکت کند.»
در سده ششم پیش از میلاد ایرانیان این شیوه اعدام را به شکل نظام‌مند بکار می‌بردند. ایرانیان به جای یک صلیب واقعی، افراد را روی درخت یا تیرهای چوبی مصلوب می‌کردند.
اسکندر مقدونی در سال ۳۳۲ پیش از میلاد، پس از تصرف بندر صور که متعلق به فنیقی‌ها بود، دستور داد دو هزار تن از مدافعان شهر را مصلوب کنند. جانشینان اسکندر کبیر این گونه مجازات را به مصر و سوریه و همچنین کارتاژ فنیقی‌ها بردند.
در طی جنگ‌های فینیقی (بین ۲۶۴ تا ۱۴۶ پیش از میلاد) رومی‌ها این روش را آموختند و هر جا که می‌رفتند از شیوه به صلیب کشیدن استفاده می‌کردند. حتی در بعضی جاها محلی‌ها نیز از آن استقبال می‌کردند. آنها انواع صلیب‌ها را از جمله صلیب ضربدری را ابداع کردند. آنها از صلیب لاتین یا تاو (صلیب به شکل T) استفاده می‌کردند. صلیب‌ها می‌توانستند بلند باشند. ولی صلیب‌های کوتاه رایج‌تر بودند.
فلاویوس جوزفوس نوشته که الکساندر یانائوس (۱۲۵ قبل میلاد تا ۷۶ قبل میلاد) در حدود سال ۸۸ قبل از میلاد، دستور به صلیب کشیدن ۸۰۰ یهودی و کشتن فرزندان و همسران‌شان را پیش چشم کسانی که هنوز زنده بودند صادر کرد.
در سال ۹ پس از میلاد، ژنرال آلمانی آرمینیوس پس از پیروزی در نبرد جنگل توتوبورگ که نماد شکست خفت‌بار رومی‌ها به دست قبایل ژرمنی بود دستور به صلیب کشیدن سربازان رومی را صادر کرد.
در سال ۶۰ پس از میلاد، بودیکا شورش بزرگی علیه رومیان مهاجم به راه انداخت و تعدادی از لژیونرهای آنها را به صلیب کشید.
در سال ۱۵۹۷ در ژاپن، ۲۶ مبلغ مسیحی به صلیب کشیده شدند. این کار، آغاز دوره‌ای طولانی از تعقیب و آزار مسیحیان در آن کشور بود.

## نحوه به صلیب‌کشیدن
در این نوع اعدام، از دو گونه صلیب استفاده می‌کردند. در یک حالت، ابتدا دست‌های فرد را رو تیر افقی محکم می‌کردند و سپس روی تیر عمودی از پیش روی زمین محکم شده قرار می‌دادند و پاها را روی تیر عمودی محکم می‌کردند یا اینکه قربانی را روی صلیب آماده، محکم می‌کردند و سپس صلیب را علم می‌کردند. در حالت اول، بازوهای فرد را بعد به تیرها می‌بستند یا با میخ‌هایی که به مچ دست‌ها وارد می‌شوند روی تیر سفت می‌کردند. میخ‌ها را معمولاً به کف دست‌های قربانی نمی‌زدند؛ زیرا گوشت را به خاطر وزن بدن قربانی پاره می‌کرد ولی استخوان‌های مچ و بازو میخ‌ها را محکم نگه می‌داشتند. درازای میخ‌ها به ۱۸ سانتی‌متر و قطر آنها تا یک سانتی‌متر می‌رسید. وقتی فرد محکوم به تیر افقی بسته می‌شد، او را بلند می‌کردند و به تیر عمودی می‌بستند که پیش‌تر در زمین محکم شده بود. پاها را به تیر عمودی می‌بستند یا میخ می‌زدند. هر یک از پاها در یک طرف تیر یا هم‌زمان روی یکدیگر بودند. برای اینکه پاها را روی یکدیگر قرار بدهند فقط یک میخ را به داخل استخوان‌های متاتارس کف دو پا می‌کوبیدند در حالی که زانوها خم می‌شدند. درد این حالت، غیرقابل تصور بود.
سپس صلیب را بر پا کرده در زمین محکم می‌نمودند. قربانی سپس در همان حال رها می‌شد و در نهایت به خاطر خونریزی شدید (هیپوولمی)، گرسنگی، تشنگی، خفگی، حمله پرندگان، و سایر عوامل جان می‌سپرد. در بعضی موارد، سربازان برای تسریع مرگ، به زانوهای افراد ضربه می‌زدند و پاهای‌شان را می‌شکستند تا محکومان نتوانند خود را با استفاده از عضلات پاها بالا کشیده و نفس بکشند که باعث می‌شد زودتر بمیرند. به گفته انجیل، سربازان رومی از این شیوه برای دو مجرمی که کنار عیسی به صلیب کشیده شده بودند استفاده کردند. ولی این کار را با او نکردند چون او دیگر جان باخته بود. سپس مأموران اعدام، ساق پاهای جسد را با وسایلی می‌شکستند و آن را از صلیب جدا کرده پایین می‌آوردند. جسد در نهایت به دست خانواده یا مأموران دولتی به خاک سپرده می‌شد.

## در احکام اسلامی
صَلب از مجازات‌های اسلامی است که در رساله‌های دینی مراجع دینی برای جزای محاربه به دولت‌مردان پیشنهاد شده‌است ولی در قانون کیفری ایران کمتر به آن پرداخته‌اند.
در این روش اعدام، فقط دست و پای فرد مجرم را به چوبهٔ داری که شکل صلیب دارد، می‌بندند به صورتی که پاهایش از زمین بالاتر باشد و پشت به صلیب و روی به قبله باشد. وی را تحت محافظت شدید به مدت ۳ روز بر بالای چوبه نگاه می‌دارند. اگر در این مدت فرد فوت نکرد، وی را آزاد می‌کنند حتی مجرم می‌تواند از خدمات پزشکی هم برخوردار گردد در صورت فوت طبق قوانین مرسوم وی را دفن می‌کنند.